# Micrathene whitneyi
El mochuelo de los saguaros (Micrathene whitneyi), también conocido como tecolote enano, tecolotito enano, mochuelo duende, o búho enano[cita requerida] es una especie de búho de la familia Strigidae que se reproduce en el suroeste de los Estados Unidos y México. Con 13 a 15 centímetros de altura, es uno de los búhos más pequeños del mundo.

## Descripción
Es uno de los búhos más pequeños del mundo, seguido de cerca por el mochuelo tamaulipeco y el mochuelo peludo. Mide alrededor de 13 a 15 centímetros de altura y tienen una envergadura de unos 15 centímetros.

## Distribución y hábitat
Es nativo del sur de los Estados Unidos y de México. Vive en diferentes biomas incluyendo bosque subtropical y tropical, matorrales y sabanas. A menudo se encuentran en hábitats de chaparral, y se encuentran con facilidad durante su época de reproducción.

### Migración
Migra a Arizona y Nuevo México en la primavera y el verano. En el invierno, se encuentra en el centro y sur de México. Regresa al norte a mediados de agosto o principios de mayo.

## Comportamiento

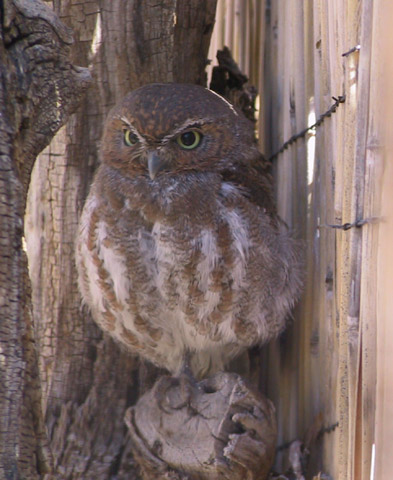
Micrathene whitneyi

Durante el día se oculta en los huecos de los cactus para protegerse del calor del sol. Por las noches caza insectos con sus afiladas garras. 

### Reproducción
Para criar a sus pequeños, usualmente elige cavidades abandonadas de pájaros carpinteros orientadas al norte en los grandes cactus saguaros. La hembra generalmente pone tres huevos blancos redondos. Los huevos se incuban durante 3 semanas antes de la eclosión de los polluelos. Por lo general, los polluelos nacen a mediados de junio o a principios de julio. A finales de julio, están casi siempre apropiadamente listos para salir del nido por su cuenta.

### Dieta
Se alimenta principalmente de insectos, por lo que ocupa hábitats con un suministro de estos. Agaves y ocotillos son lugares ideales para la alimentación con las polillas y otros insectos que pueden dormir en sus flores. Se sabe que come escorpiones, de alguna manera se las arregla para cortar el aguijón. Se ve a menudo persiguiendo a los insectos voladores, con un vuelo similar a un papamoscas tirano justo después del anochecer.

## Subespecies
Se distinguen las siguientes subespecies:
- Micrathene whitneyi graysoni Ridgway, 1886 (extinta)
- Micrathene whitneyi idonea (Ridgway, 1914)
- Micrathene whitneyi sanfordi (Ridgway, 1914)
- Micrathene whitneyi whitneyi (J. G. Cooper, 1861)

M. w. idonea, es la subespecie residente del extremo sur de Texas hasta el centro de México. Las poblaciones aisladas de M. w. sanfordi son residentes del sur de Baja California y las de M. w. graysoni de la Isla Socorro al suroeste de la punta de Baja California. La subespecie M. w. graysoni aparentemente está extinta, probablemente desde alrededor de 1970.